# Club Tristán Suárez
El Club Tristán Suárez o simplemente Tristán Suárez, es un club de fútbol argentino, fundado en la localidad homónima ubicada en el partido de Ezeiza (Buenos Aires), el 8 de agosto de 1929. Juega en la Primera Nacional, segunda división del fútbol argentino y es local en el Estadio 20 de Octubre.

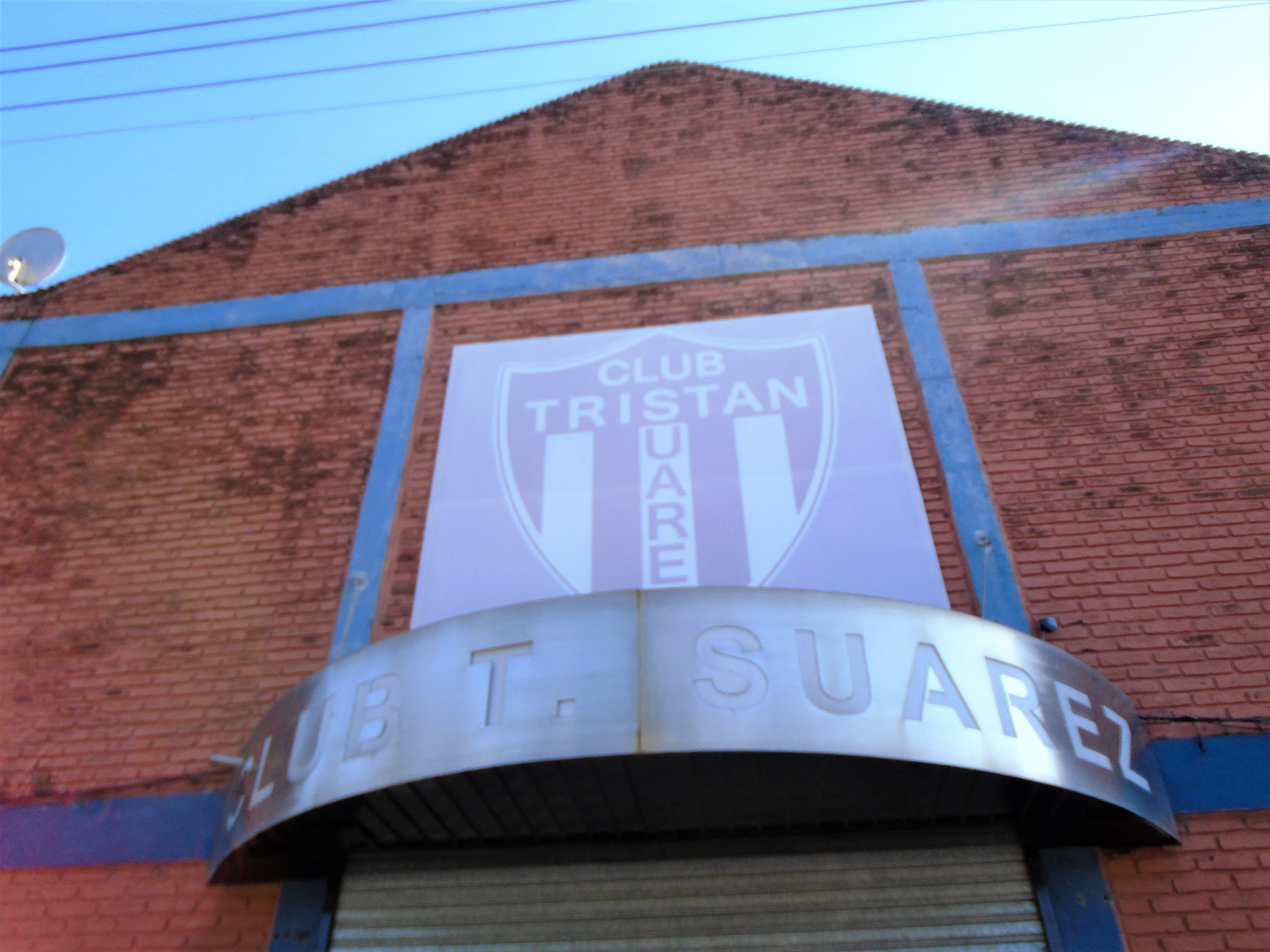
Sede del Club Tristán Suárez, ubicada en el mismo predio que el Estadio 20 de Octubre.

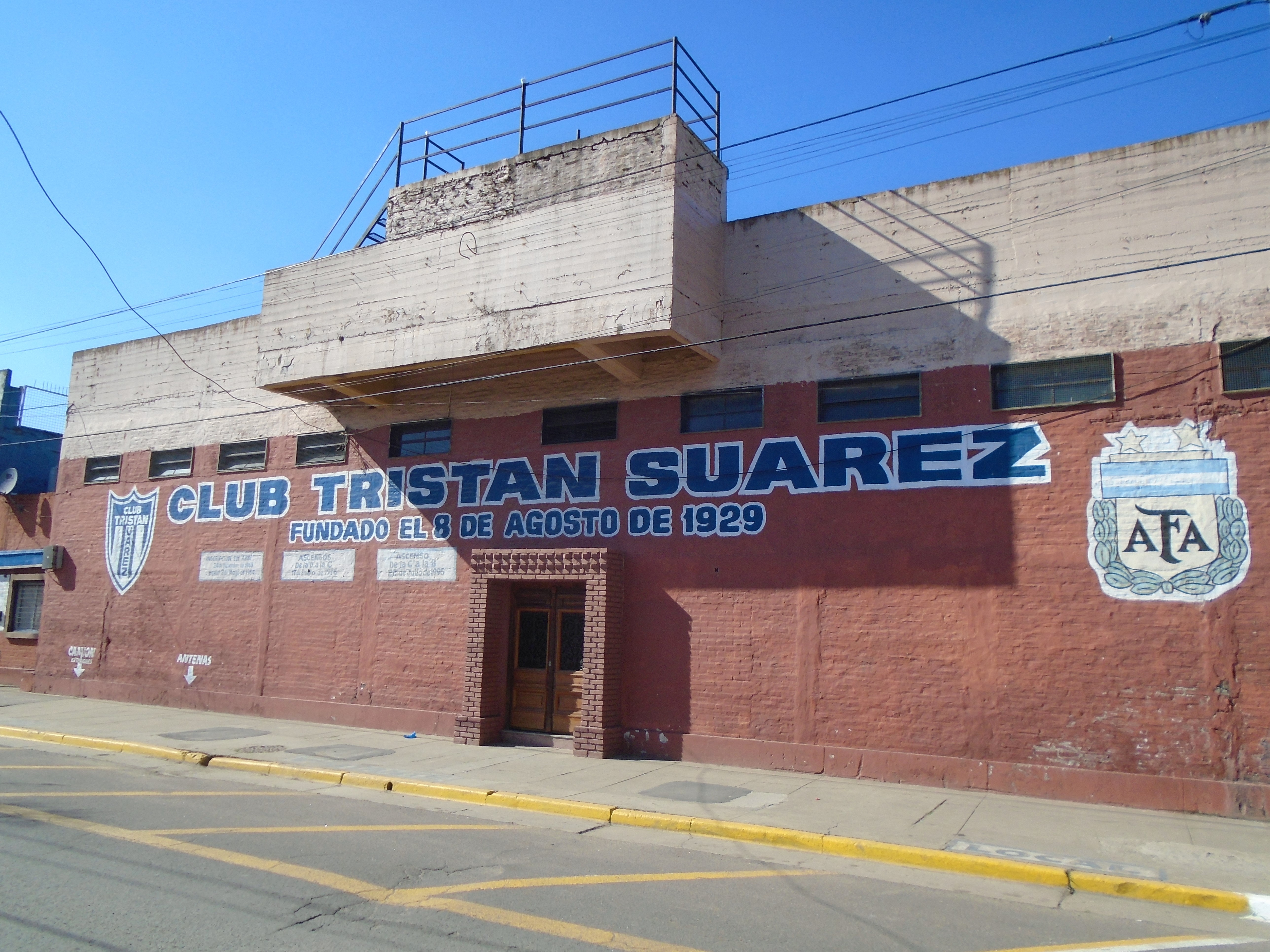
Acceso exterior al estadio 20 de Octubre (Tristán Suárez).

## Historia
El club fue fundado en 1923 bajo la denominación "Sportivo Suarense", con el objetivo de participar en torneos zonales que abarcaban equipos desde Saladillo hasta Lomas de Zamora. En 1929, el nombre del club cambió a Sportivo Tristán Suárez.
La primera comisión directiva de Tristán Suárez estuvo compuesta por el presidente Germán Morando; vicepresidente, Julián Jaureguiber; secretario, Guillermo Rafael Gaddini; prosecretario, Victorino S. Gaddini; tesorero, Antonio Peláez; protesorero, Andrés Berasain; vocales, Néstor Erratchú, Juan B. Fernández, Conrado Bórtoli, Elfio C. Berutti, Enzo Mazzola y Orlando Erratchú, resolviéndose que la suerte resolviera el desempate el que se manifestó a favor del señor Orlando Erratchú. Los socios fundadores presentes en la Asamblea Constitutiva transcripta precedentemente fueron Germán Morando, Juan Carlos Parvorell, Andrés Berasain, Guillermo R. Gaddini, Juan Berasain, Victorino S. Gaddini, Fortunato C. Gussoni, Luis Cirilo, Néstor B. Erratchú, Enzo Mazzola, Miguel Fulliana, Conrado Bórtoli, Orlando Erratchú, Óscar M. Vega, Juan B. Fernández, Juan Pioppo, Elfio C. Berutti, Lino Croni, Roberto Beltrán, Manuel Iglesias, Luis Iglesias, Eduardo Pioppo, Antonio Peláez, Julián Jaureguiber y Adalberto F. Berutti.
En lo estrictamente futbolístico, Tristán Suárez participó desde 1931 hasta 1963 en torneos regionales de Esteban Echeverría y Cañuelas. En 1936 se construyó la sede del club.
A fines de 1963 se afilió a la Asociación del Fútbol Argentino y comenzó a participar en la Primera D; ante gestiones de quien fue su Secretario histórico, el diputado Gilberto Enrique García.
Con Don Pedro Valle, como presidente, se toma la decisión de dar el gran paso, pasar a competir en los certámenes de AFA. De la mano de León Kolbowsky, presidente de Atlanta, y apadrinados por Herminio Sande, presidente de Independiente y hombre de peso en AFA, se iniciaron los trámites para afiliar a la institución a la entidad rectora del fútbol argentino. Las buenas noticias llegaron el 24 de diciembre de 1963 y fue confirmada la afiliación del Tristán Suárez al fútbol afista.
Previo a ello, por la cuarta fecha, el ya histórico campo de Moreno y Farina (desde siempre “la cancha” de Suárez), es inaugurado para torneos oficiales de AFA, el 24 de mayo de 1964, enfrentando a Gral. Mitre de Sarandí. En este mismo año se produjo el debut en el fútbol oficial, el 2 de mayo de 1964, en el viejo “Gasómetro” de San Lorenzo, donde Suárez cae 3 a 0 ante el desaparecido Piraña y luego hace su estreno como local con otra derrota en la “vieja” cancha de Arsenal de Llavallol ante Victoriano Arenas.
En 1965 la Dirección de Personería Jurídica comunicó que la debe cambiar la palabra Sportivo porque no es castellana. Entonces se estableció la denominación Club Social y Deportivo Tristán Suárez y Biblioteca Popular Domingo Faustino Sarmiento. Ese mismo año, con Atilio Caraune (vecino de Suárez y campeón argentino de box) como DT, Sportivo se afianzó en la categoría, realizando una buena campaña que va de menor a mayor, peleando la zona sur con Piraña y el siempre protagonista (hasta su desafiliación) Gral. Mitre. El equipo culminó tercero y clasificó, aunque lejos del triangular final que jugaron los antes mencionados, más Centro Español.
En 1966 con Ismael Molina como DT, Suárez realizó una campaña que hasta el día de hoy es récord en algunos aspectos y ganó en forma contundente la zona Sur, aunque no rubricó la buena labor y terminó último en la etapa final.
Tristán Suárez consiguió su primer y único título de campeón anual en el torneo de Primera “D” de 1975.
El equipo dirigido por Horacio Harguindeguy se ubicó tercero en la etapa clasificatoria y sorprendió a propios y extraños ganando la ronda final, cuando venció con tanto de Caffazzo a Centro Español en condición de local el 17 de enero de 1976. Por otra parte, Deportivo Merlo igualó la primera colocación debido a un reclamo por mala inclusión de un jugador de Defensores de Cambaceres. Ante esta situación de paridad, se resolvió jugar un partido desempate en cancha de Excursionistas para determinar el campeón anual. El encuentro finalizó igualado en un tanto, marcando Mario Rocco para Suárez y Alcardo para el equipo del Oeste, por lo que se debió recurrir a la definición por penales. Desde los once metros y con Óscar Ascona en la valla (Ernesto Mena se había retirado lesionado), el Sportivo se impuso por 5 a 4, logrando de esta manera el tan ansiado título. El plantel de aquella temporada estaba integrado entre otros por: Ernesto Mena, Mario Rocco, Óscar Rocco, Juan Lincuiz, Rubén Bequi, Alberto Lezcano, José Lastra, Óscar Caputto, Manuel Moreno, Francisco Solano López Portillo, Horacio García, Ramón Zabaleta, Miguel Caffazzo, Óscar López, Óscar Ascona, Óscar Martínez,Daniel Hector Pace,Jorge Martinez Alberto Mendive el preparador Quique Palacios; médico el Dr. Albor juvenal García Iglesias; el presidente era Rubén Lorenzo en reemplazo del fallecido Pedro Valle, a quien todos dedicaron la conquista; al igual que a don Gilberto, recientemente fallecido.
El debut en Primera “C” se produjo en 1976 empatando 0 a 0 con Deportivo Armenio en cancha de Brown de Adrogué donde Suárez actuó como local, ese año terminó último en la zona A, pero se recuperó y culminó tercero en la zona descenso, conservando la categoría.
En 1978, Sportivo hizo pie en una Primera “C” dificilísima, finalizando octavo y destacándose por una delantera que convirtió 74 goles con Ramón Zabaleta y Miguel Caffazzo como figuras destacadas.
En los años posteriores Suárez fue un continuo habitante de la mitad de la tabla, y obtuvo resultados dignos de destacar, como el 2 a 2 ante Lanús con tantos de Miguel López, o el 1 a 1 contra Morón en el Oeste, además de la primera victoria ante el Central Córdoba de Tomás Felipe  “Trinche” Carlovich, por 2 a 0 en el Gabino Sosa.
La primera gran campaña de la “C” se produjo en 1985 de la mano de Óscar “Cachi” Rocco, y recordados jugadores como Ernesto Mena, Atilio Valdez, Óscar Santiago Cáceres, Luis Óscar Del Véliz y Héctor Froilán Aragón, entre otros; en aquella campaña terminó segundo y fue eliminado en el octogonal por Sportivo Dock Sud, luego de perder por 1 a 0 como visitante, e igualar en Moreno y Farina 0 a 0.
En 1986, Suárez desperdició la posibilidad de ascenso por reestructuración, en un olvidable partido matinal ante Leandro N. Alem, sin embargo, en la temporada 86/87 el Lechero sorpresivamente llegó lejos, eliminando al subcampeón San Telmo y definiendo la semifinal del octogonal en cancha del El Porvenir frente a Central Córdoba, donde cayó derrotado por 5 a 4 en penales.
En la temporada 89/90, venciendo a Midland en Libertad en la última fecha, Suárez se salvó del descenso, y también lo hace en la 91/92 cuando le gana al campeón, Defensores de Belgrano, con dos tantos de Jorge Núñez.
Por último, para terminar con esta racha negra, en la temporada 92/93, Suárez conservó la categoría luego de empatar de manera agónica ante Victoriano Arenas en Alsina, y disputar un partido desempate frente a Lugano en Brown de Adrogué, condenando al descenso al equipo Naranja con un gol de Mariano Millán y con el “Mono” Mena como DT.
En 1993 llega Alejandro Granados y Suárez comenzó la etapa de transformación; en el primer torneo llegó al octogonal después de 8 años y cayó en la primera fase contra Excursionistas en cancha de All Boys, con Sergio Gurrieri como máxima figura.
En 1994 ganó el Apertura, alcanzando Alejandro Otamendi el récord argentino de valla invicta con 1115 minutos y perdiendo un solo partido, precisamente el último, con Midland en Libertad, sin el equipo titular en la cancha y con el torneo resuelto.
El clausura lo encontró en la segunda ubicación detrás de Temperley, por lo que deben disputarse dos partidos finales en cancha neutral, donde Suárez cayó derrotado por 1 a 0 en Banfield y 2 a 1 en Lanús. Esto obligó a luchar el ascenso en el octogonal, que Suárez ganó con total contundencia, venciendo en forma sucesiva a Dep. Paraguayo, Flandria y a Berazategui en la final. Contra el Naranja, el Lechero logró un empate en el Norman Lee con gol de Marcelo Rouillet y la victoria como local por 1 a 0; con el recordado tanto del “Negro” Leites y un estadio totalmente desbordado, Suárez consiguió el ascenso a la “B”. De la mano de Rubén Moreno y un plantel que combinaba juventud y experiencia, el Lechero dio otro gran paso, con Cristian Aldirico, Mario Tossi, Marcelo Rouillet, Jorge Nuñez, Mariano Millán, Miguel Leites y Alejandro Otamendi como máximos referentes.
En 1995, Suárez debutó en la “B” Metropolitana como local, derrotando por 3 a 2 a Sportivo Dock Sud, con tantos de Enrique Sánchez y doblete de Christian Fernández. El Lechero alcanzó a clasificar para el octogonal en esa temporada, y definió el reclasificatorio por el ascenso ante Almirante Brown.
En la segunda campaña en la “B”, Suárez ganó el Apertura 1996 en cancha de Platense ante Colegiales bajo la conducción de Óscar Martínez, relegando a Tigre entre otros. El Clausura se lo lleva Defensa y Justicia, lo que coloca nuevamente al Lechero ante otra final por un ascenso, con partidos de ida y vuelta. Ambos se jugaron en el Centenario de Quilmes, y tras un empate en el primer cotejo con un “golazo” de Alessandrello, Suárez finalmente cayó en el segundo por 2 a 1.
Luego de alternar buenas y malas campañas, el 10 de julio de 2004, y nuevamente con Martínez como DT, Tristán Suárez disputó otra chance de ascenso, la promoción para ascender a la Primera "B" Nacional, definiendo ante Unión de Santa Fe y un colmado estadio “15 de Abril”, pero, otra vez el Lechero quedó a un paso, cayendo por 3 a 0.
El 24 de abril de 2013, logró su máxima gesta deportiva cuando por los dieciseisavos de final de la Copa Argentina 2012/13, Tristán Suárez eliminó a Racing Club de la Primera División de Argentina al vencerlo por 1 a 0. Cabe destacar que el equipo de Avellaneda se presentó con un equipo muy alternativo.
Tras haberse desprendido de la Biblioteca Popular Domingo Faustino Sarmiento en 2009, en 2014, el Club vuelve a cambiar su denominación y pasa a llamarse Club Tristán Suárez. El 8 de diciembre de ese mismo año, Tristán Suárez vuelve a perder otra final para ascender, Esta vez dirigido por Ricardo Caruso Lombardi, y con un plantel lleno de figuras como Facundo Diz, Facundo Talin y Gastón Bottino entre otros. El rival de turno fue Villa Dálmine, quien se quedó con el tercer ascenso del campeonato de transición de dicho año.
El 25 de enero de 2021, logra el ascenso a la Primera Nacional por primera vez en su historia tras vencer a San Telmo por 1 a 0 en la final del reducido. Con figuras como "Willy" Quiroga, Gabriel Tomasini y Mariano Bettini, alcanza el logro más importante en la historia del club.

## Simbología

### Nombre
En sus inicios, el club se llamó Sportivo Suarense para luego cambiar su denominación a Tristán Suárez, siempre identificado con la localidad en donde fue fundado.
Tristán Suárez es el nombre de la ciudad y estación ferroviaria de la Provincia de Buenos Aires ubicada al suroeste del Gran Buenos Aires, sobre la línea del Ferrocarril Roca. Suárez fue un militar y ganadero de la zona que en 1885 donó los terrenos para la construcción del ferrocarril.

## Clásico y rivalidades

### Clásico Tristán Suárez-Brown de Adrogué
- Presione aquí para ver la historia del Clásico Adrogué -Suárez.

 Otra vez fue suspendido el partido entre Brown de Adrogué y Tristán Suárez. La falta de seguridad, sobre todo para los encuentros de alto riesgo.
Por ese motivo sufrió otra postergación el clásico sureño que ayer debían jugar, en cancha de Temperley, Brown de Adrogué y Tristán Suárez. Diario Clarín, 10 de enero 1997.
El clásico rival de Tristán Suárez es Brown de Adrogué con el que disputa el también nombrado Clásico Sureño, un duelo del futbol de ascenso en Argentina que se remonta a los primeros cruces de ambos equipos hace 49 años, dado que en 1976 disputaron la zona permanencia de la Primera C ,  originando la rivalidad entre sus aficionados. En la temporada de Primera C 1988-89 se agravó la enemistad y el antagonismo, cuando nuevamente volvieron a luchar la permanencia de categoría. Debido a los reiterados incidentes éste enfrentamiento es considerado de "alto riesgo".
Las instituciones están localizadas en la Zona Sur del Gran Buenos Aires donde las ciudades de cada equipo Tristán Suárez y Adrogué se ubican en la cercanía de 18 km. Las parcialidades sostienen una muy fuerte rivalidad que derivó a través de las décadas en varios  incidentes y polémicas, donde cada clásico es disputado fuertemente.
 Brown de Adrogué le ganó el clásico a Tristán Suárez por 1 a 0, en el adelanto de la cuarta fecha de la segunda fase de la B. Diario Popular, 25 de marzo 2006.

Cuentan con amplio historial dado que los equipos se enfrentaron hasta en tres categorías del ascenso con frecuencia desde el 15 de mayo de 1976, en esa oportunidad el Tricolor de Adrogué venció 3-2 en Ezeiza. En el torneo de Primera B 2005/06 fueron designados como rivales para los duelos interzonales, en esas tres fechas de clásicos hubo un triunfo por bando y un empate.

### Rivalidades
- San Telmo: Rivaliza con San Telmo por ser el club más enfrentado de todos sus historiales, además de contar con finales y partidos trascendentales entre ambos.

Sus aficionados también rivalizan con otras instituciones de la zona sur del Gran Buenos Aires.

## Presidentes
| Presidente               | Años      |
| ------------------------ | --------- |
| Germán Morando           | 1929-1931 |
| Fortunato Gussoni        | 1931-1938 |
| Guillermo Rafael Gaddini | 1938-1942 |
| Juan Fernández           | 1942-1943 |
| Adalberto Beruti         | 1943-1948 |
| César Achiray            | 1948-1952 |
| José Pardo               | 1952-1954 |
| Adalberto Beruti         | 1954-1956 |
| Omar Berasain            | 1956-1958 |
| Fortunato Gussoni        | 1958-1960 |
| José Pardo               | 1960-1962 |
| Pedro Valle              | 1962-1964 |
| Rafael Gaddini           | 1964-1972 |
| Néstor Costa Quiroz      | 1972-1974 |
| Pedro Valle              | 1974-1975 |

| Presidente         | Años      |
| ------------------ | --------- |
| Rubén Lorenzo      | 1975-1976 |
| Domingo Avigliani  | 1976-1979 |
| Héctor Melazzi     | 1979-1980 |
| Mario Ciccarelli   | 1980-1985 |
| Alfredo Lemmi      | 1985-1991 |
| José Bellezza      | 1991-1993 |
| Alejandro Granados | 1993-1995 |
| Oscar Vergara      | 1995-1998 |
| Alejandro Granados | 1998-2002 |
| Gastón Granados    | 2002-2016 |
| Alejandro Granados | 2016-2018 |
| Edgardo Amarilla   | 2018-2019 |
| Gastón Granados    | 2019      |
| Oscar Vergara      | 2019-2021 |
| Alejandro Granados | 2021-Act. |

## Uniforme
- Uniforme titular: Camiseta blanca y azul a rayas verticales
- Uniforme alternativo: Camiseta blanca con vivos azules
- Tercer uniforme: Camiseta rosa con vivos azules

### Indumentaria y patrocinador
| Período       | Patrocinador    |
| ------------- | --------------- |
| 1980-1982     | Texport         |
| 1983-1987     | Bruni           |
| 1987-1988     | Sportifila      |
| 1988-1992     | Uhlsport        |
| 1992          | Olan            |
| 1992-1995     | Adidas          |
| 1995-1996     | Sportlandia     |
| 1996-1998     | Mitre           |
| 1998-2001     | Penalty         |
| 2001-2004     | Dana            |
| 2004-2009     | Topper          |
| 2009-2010     | Dana            |
| 2010-2011     | Kappa           |
| 2011-2013     | Retiel          |
| 2013-2016     | Il Ossso Sports |
| 2017-2018     | Sport 2000      |
| 2019          | Giocatta        |
| 2019-2020     | Dana            |
| 2020-2021     | Fanáticos       |
| 2021-presente | Coach           |

| Período       | Proveedor                                |
| ------------- | ---------------------------------------- |
| 1982-1987     | Eduardo Deportes                         |
| 1987-1990     | Medmet                                   |
| 1990-1991     | Gilera                                   |
| 1991-1992     | Suzuki                                   |
| 1992-1993     | Orgamer                                  |
| 1993-1995     | Coto                                     |
| 1995-1997     | Orgamer                                  |
| 1997-1998     | Coto                                     |
| 1998-1999     | Aeropuertos Argentina 2000               |
| 1999-2006     | Coto                                     |
| 2006-2012     | Cresta Roja                              |
| 2012-2016     | Coto                                     |
| 2017-2018     | Ninguno                                  |
| 2018          | Shopping Los Nogales                     |
| 2019          | Las Toscas Canning Shopping Toyota       |
| 2019-2020     | Las Toscas Canning Shopping Toyota Zento |
| 2020-2023     | Coto                                     |
| 2023          | Coto Jeluz                               |
| 2024-presente | Coto                                     |

## Estadio

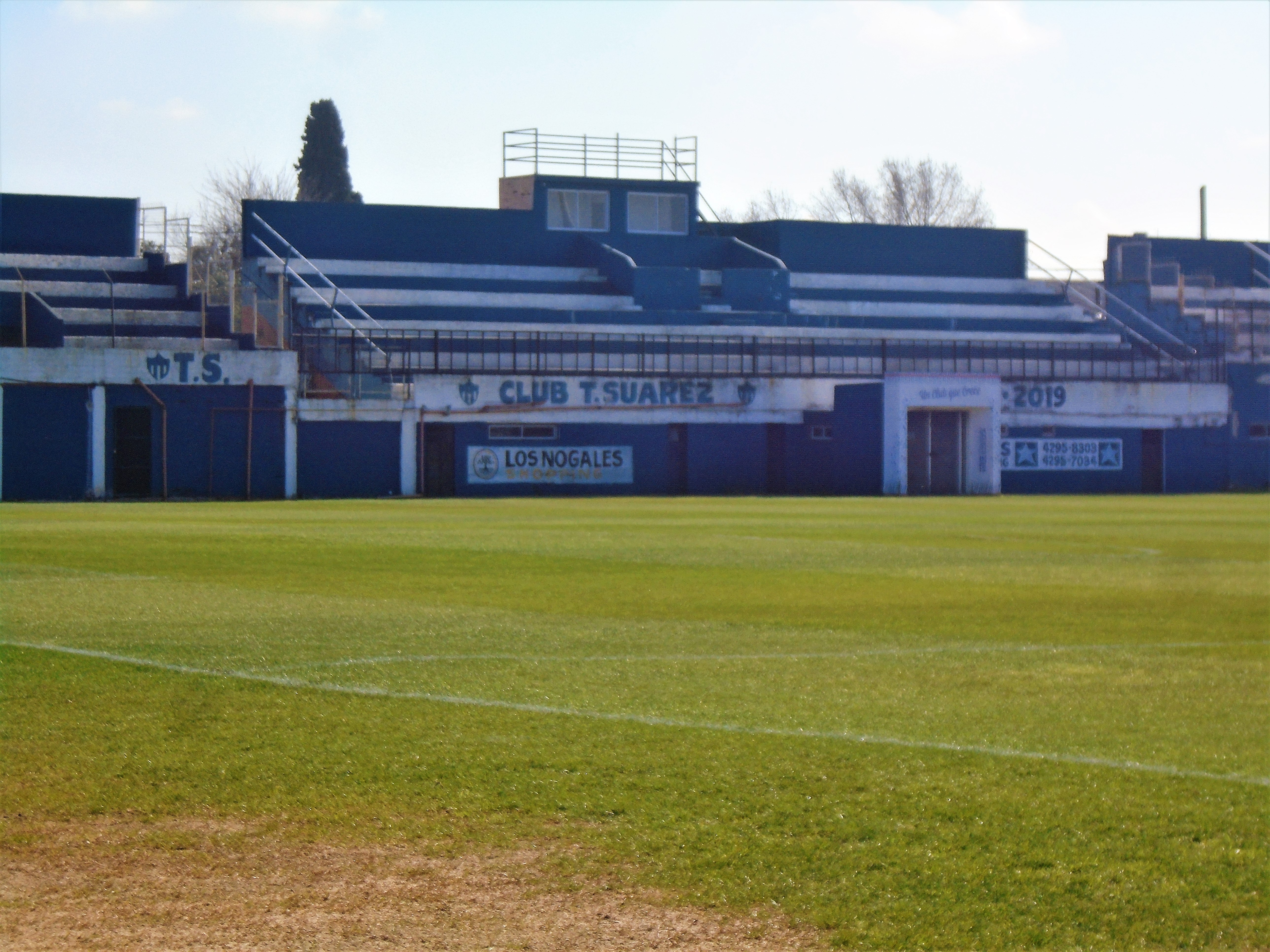
Estadio 20 de Octubre (Tristán Suárez).

El estadio se encuentra emplazado en una tradicional manzana de Tristán Suárez. Tiene capacidad para 7 500 espectadores que se distribuyen en 3 tribunas y una fila de palcos.
El estadio ha sufrido varias transformaciones según la necesidades del club. Antes de que se convierta en el estadio oficial de Tristán Suárez, el predio era un campo de deportes de Moreno y Farina, perteneciente a Sportivo Tristán Suárez, antiguo nombre de la institución.
En 1931 se decidió construir un vestuario para los jugadores. La inauguración de dichas obras fueron el 26 de mayo de 1931, disputándose un encuentro de fútbol ante el Club La Martona, además en el predio se practicaban múltiples actividades deportivas con instituciones vecinas. 
En 1935 se iniciaron las obras de alambrado del predio y la primera plantación de árboles. Con la afiliación de Sportivo Tristán Suárez a la Asociación del Fútbol Argentino, se comenzó la tarea de acondicionar el estadio para la práctica de fútbol profesional. Se mejoraron las instalaciones según las exigencias del fútbol argentino de aquella época. Además se construyeron pilares, boleterías y se mejoraron notablemente los antiguos vestuarios.
El 24 de mayo de 1964, quedó oficialmente inaugurado el campo de juego para albergar partidos oficiales, en un partido ante General Mitre de Sarandí, válido por la cuarta fecha del Campeonato de Aficionados, actual Primera D
A mediados de la década de 1970 y coincidiendo con el ascenso de Tristán Suárez a la Primera C, el estadio comenzó una ardua etapa de transformación, con la construcción del paredón que rodea el campo de juego y la construcción de la primera tribuna de cemento situada sobre la calle Antonio Farina. Dicha obra fue inaugurada en 1979 previo al 50° aniversario de la institución.
A mediados de la década de 1980 se construyeron las antiguas tribunas de madera, con capacidad aproximada de 1.500 personas cada una, emplazándose sobre las calles Eustaquio Gómez y Remedios de Escalada.
En 1989 se inauguraron los vestuarios debajo de la primera tribuna de cemento, construida en el año 1979. En 2001 se terminó la primera etapa de construcción de tribunas sobre calle Moreno, celebrando dicha acción en un partido amistoso ante River Plate. La obra concluyó el 18 de julio de 2002 en otro partido amistoso ante Boca Juniors, donde la histórica cancha de Moreno y Farina tomó la nueva denominación de Estadio 20 de Octubre. En 2019, Frente a Independiente y un estadio rebalsado, Tristán Suárez inaugura sus torres de iluminación.
El 25 de mayo de 2024, en la previa del partido con San Martin de San Juan, se reinauguran los nuevos vestuarios, con la presencia del intendente de Ezeiza, Gaston Granados, el intendente de la localidad sanjuanina de Rawson, Carlos Munisaga y directivos de ambos clubes. El nuevo espacio cuenta con un sector de zona mixta y comodidades amplias y modernas, tanto para el local y visitante como también para las autoridades del encuentro. Además, cuenta con enfermería, sala de reunión y oficina de prensa. 

## Jugadores

### Plantel 2025
- Actualizado el 19 de junio de 2025

- Los equipos argentinos están limitados a tener un cupo máximo de seis jugadores extranjeros, aunque solo cinco podrán firmar la planilla del partido

#### Altas
| Invierno           |                |                             |                      |
| Nicolás Fernández  | Defensa        | Agente libre                | Libre                |
| Matías Olguín      | Defensa        | Al-Riffa                    | Libre                |
| Ángel Almada       | Centrocampista | San Miguel                  | Préstamo             |
| Nicolás Del Priore | Centrocampista | Deportivo Maipú             | Libre                |
| Gastón Moreyra     | Centrocampista | Godoy Cruz de Mendoza       | Préstamo             |
| Verano             |                |                             |                      |
| Nicolás Sumavil    | Guardameta     | Platense                    | Préstamo             |
| Leonardo Felissia  | Defensa        | Sportivo Belgrano           | Libre                |
| Manuel Guillén     | Defensa        | Argentinos Juniors          | Préstamo             |
| Mauricio Guzmán    | Defensa        | Temperley                   | Libre                |
| Patricio Ostachuk  | Defensa        | Independiente               | Préstamo             |
| Nicolás Pantaleone | Defensa        | Portuguesa                  | Libre                |
| Misael Tarón       | Defensa        | Ferro                       | Préstamo             |
| Axel Abet          | Centrocampista | Gimnasia y Esgrima de Jujuy | Libre                |
| Enzo Arreguín      | Centrocampista | Deportivo Madryn            | Regresa del préstamo |
| Federico Boasso    | Centrocampista | Alvarado de Mar del Plata   | Libre                |
| Lautaro Villegas   | Centrocampista | Banfield                    | Préstamo             |
| Ezequiel Almirón   | Delantero      | Deportivo Maipú             | Préstamo             |
| Mauro Fernández    | Delantero      | Brown de Puerto Madryn      | Libre                |
| Francisco Nouet    | Delantero      | Brown de Adrogué            | Libre                |
| David Sayago       | Delantero      | Independiente               | Préstamo             |
| Alexander Sosa     | Delantero      | Ferro                       | Libre                |
| Álvaro Veliez      | Delantero      | Agente libre                | Libre                |

#### Bajas
| Invierno             |                |                             |                       |
| Axel Abet            | Centrocampista | All Boys                    | Rescisión de contrato |
| Francisco Nouet      | Delantero      | Nueva Chicago               | Rescisión de contrato |
| David Sayago         | Delantero      | Independiente               | Fin del préstamo      |
| Verano               |                |                             |                       |
| Luciano Silva        | Guardameta     | Costa Brava de General Pico | Rescisión de contrato |
| Nicolás Álvarez      | Defensa        | Colegiales                  | Rescisión de contrato |
| Leonel Canzoniero    | Defensa        | Crucero del Norte           | Rescisión de contrato |
| Lautaro Cardozo      | Defensa        | Sacachispas                 | Rescisión de contrato |
| Braian Guerrero Ruiz | Defensa        | Brown de Adrogué            | Fin de contrato       |
| Iago Iriarte         | Defensa        | Vinotinto FC                | Fin de contrato       |
| Brian Negro          | Defensa        | Colón de Santa Fe           | Fin de contrato       |
| Sebastián Olivarez   | Defensa        | Almirante Brown             | Fin de cesión         |
| Thomas Ortega        | Defensa        | Independiente Rivadavia     | Fin de contrato       |
| Iván Regules         | Defensa        | Central Norte de Salta      | Rescisión de contrato |
| Ángel Almada         | Centrocampista | San Miguel                  | Fin de contrato       |
| Nicolás Báez         | Centrocampista | Agente libre                | Rescisión de contrato |
| Ignacio Cechi        | Centrocampista | Leones del Norte            | Fin de contrato       |
| Jeremías Fernández   | Centrocampista | Agente libre                | Rescisión de contrato |
| José Luis Fernández  | Centrocampista | Agente libre                | Rescisión de contrato |
| Kevin González       | Centrocampista | Real Pilar                  | Rescisión de contrato |
| Matías Sánchez       | Centrocampista | Fénix                       | Rescisión de contrato |
| Leonardo Villalba    | Centrocampista | San Carlos                  | Rescisión de contrato |
| Thomas Amilivia      | Delantero      | Alvarado de Mar del Plata   | Rescisión de contrato |
| Juan Aróstegui       | Delantero      | Atenas de Río Cuarto        | Fin de contrato       |
| Santiago Ayala       | Delantero      | Independiente               | Fin del préstamo      |
| Agustín Lavezzi      | Delantero      | San Miguel                  | Fin de contrato       |
| Francisco Molina     | Delantero      | Midland                     | Fin del préstamo      |

#### Cesiones
| Jugador | Posición | Destino | Fin del préstamo |
| ------- | -------- | ------- | ---------------- |
| -       | -        | -       | -                |

## Datos del club

### Trayectoria
Actualizado hasta la temporada 2025 inclusive.
Total de temporadas en AFA: 64.
 Aclaración: Las temporadas no siempre son equivalentes a los años. Se registran cuatro temporadas cortas: 1986, 2014, 2016 y 2020.

- Temporadas en Primera División: 0
- Temporadas en Segunda División: 5
  - en Primera Nacional: 5 (2021-2025)
- Temporadas en Tercera División: 38
  - en Primera B Metropolitana: 27 (1995/96-2020)
  - en Primera C: 11 (1976-1986)
- Temporadas en Cuarta División: 21
  - en Primera C: 9 (1986/87-1994/95)
  - en Primera D: 12 (1964-1975)

Total
- Temporadas en Segunda División: 5

- Temporadas en Tercera División: 38

- Temporadas en Cuarta División: 21

### Movilidad interdivisional
1975: de Primera D a Primera C
  1986: de Primera C (Tercera División) a Primera C (Cuarta División) 
  1995: de Primera C a Primera B Metropolitana

 2021: de Primera B Metropolitana a Primera Nacional
1. ↑  Por reestructuración (creación de la Primera B Nacional).

### Goleadas

#### A favor
- En la Primera Nacional: 6-1 a Defensores de Belgrano en 2021
- En Primera B: 6-0 a Argentino de Rosario en 2000
- En Primera B: 5-1 a Almirante Brown en 2015
- En Primera C: 7-0 a Luján en 1976, Ferro Carril Midland en 1995
- En Primera D: 7-0 a Piraña en 1971

#### En contra
- En la Primera Nacional: 0-4 vs. San Martín (San Juan) en 2021 y Deportivo Maipú en 2023
- En Primera B: 1-6 vs San Telmo en 1997
- En Primera C: 0-6 vs Defensores de Cambaceres en 1991, Argentino de Quilmes en 1992
- En Primera D: 1-12 vs Arsenal de Lavallol en 1964
- En Primera D: 0-13 vs Defensores de Cambaceres en 1972
- En Primera D: 1-9 vs Deportivo Paraguayo en 1973

## Palmarés

### Torneos nacionales
| Competiciones          | Títulos (1) | Subtítulos (4) |
| ---------------------- | ----------- | -------------- |
| Tercera División (0/2) |             | 1996/97, 2020. |
| Cuarta División (1/2)  | 1975.       | 1985, 1994/95. |

### Otros logros
- Ganador del Torneo Reducido de Primera B Metropolitana (2):  2003/04,[a 1] 2020.

- Ganador del Torneo Reducido de Primera C (1): 1994/95.

1. ↑  No otorgó ascenso.